# Tonila
Tonila är en ort i Mexiko.   Den ligger i kommunen Tonila och delstaten Jalisco, i den södra delen av landet, 500 km väster om huvudstaden Mexico City. Tonila ligger 1 161 meter över havet och antalet invånare är 3 345.
Terrängen runt Tonila är lite bergig. Runt Tonila är det ganska tätbefolkat, med 58 invånare per kvadratkilometer. Närmaste större samhälle är Tuxpan, 20,0 km nordost om Tonila. I omgivningarna runt Tonila växer huvudsakligen savannskog.